# إنغو بودينج
إنغو بودينج (بالفرنسية: Ingo Buding)‏ مواليد 09 يناير 1942 في رومانيا - الوفاة 13 مارس 2003 في فرنسا، كان لاعب كرة مضرب فرنسي بدأ مسيرته كمحترف سنة 1959 وكان يلعب باليد اليمنى، اعتزل اللعب في 1970. سبق أن شارك في دورة الألعاب الأولمبية الصيفية.

## روابط خارجية
- إنغو بودينج على موقع رابطة محترفي التنس (الإنجليزية)
- إنغو بودينج على موقع الاتحاد الدولي لكرة المضرب (الإنجليزية)
- إنغو بودينج على موقع كأس ديفيز (الإنجليزية)
- إنغو بودينج على موقع أرشيف التنس.كوم (الإنجليزية)
- إنغو بودينج على موقع بطولة ويمبلدون (الإنجليزية)
- إنغو بودينج على موقع خلاصة التنس.كوم (الإنجليزية)
- إنغو بودينج على موقع اللجنة الأولمبية الدولية (الإنجليزية)
- إنغو بودينج على موقع أوليمبيديا (الإنجليزية)